# U-20-Fußball-Südamerikameisterschaft 2015
Die U-20-Fußball-Südamerikameisterschaft 2015 war die 27. Austragung dieses Turniers und fand vom 14. Januar bis 7. Februar 2015 in Uruguay statt.

## Austragungsorte
| Colonia del Sacramento | Maldonado                             | Montevideo                       |
| ---------------------- | ------------------------------------- | -------------------------------- |
| Estadio Suppici        | Estadio Domingo Burgueño              | Estadio Centenario               |
| Kapazität: 12.000      | Kapazität: 22.000                     | Kapazität: 65.235                |
|                        | Estadio Domingo Burgueño in Maldonado | Estadio Centenario in Montevideo |

## Modus
In der ersten Runde wurde in zwei Gruppen gespielt, in der jede Mannschaft einmal gegen jede andere Mannschaft spielte. Die besten drei Mannschaften jeder Gruppe kamen in die Finalrunde, in der ebenfalls jede Mannschaft einmal gegen jede andere Mannschaft spielte. Die besten vier Mannschaften der Finalrunde qualifizierten sich für die U-20-WM 2015.

## Gruppe A
| Pl. | Verein      | Sp. | S | U | N | Tore    | Diff. | Punkte |
| --- | ----------- | --- | - | - | - | ------- | ----- | ------ |
| 1.  | Argentinien | 4   | 3 | 0 | 1 | 014:500 | +9    | 09     |
| 2.  | Paraguay    | 4   | 2 | 1 | 1 | 007:500 | +2    | 07     |
| 3.  | Peru        | 4   | 2 | 1 | 1 | 006:700 | −1    | 07     |
| 4.  | Ecuador     | 4   | 2 | 0 | 2 | 009:800 | +1    | 06     |
| 5.  | Bolivien    | 4   | 0 | 0 | 4 | 002:130 | −11   | 0      |

## Gruppe B
| Pl. | Verein    | Sp. | S | U | N | Tore    | Diff. | Punkte |
| --- | --------- | --- | - | - | - | ------- | ----- | ------ |
| 1.  | Uruguay   | 4   | 3 | 0 | 1 | 009:200 | +7    | 09     |
| 2.  | Brasilien | 4   | 3 | 0 | 1 | 006:400 | +2    | 09     |
| 3.  | Kolumbien | 4   | 2 | 0 | 2 | 005:300 | +2    | 06     |
| 4.  | Venezuela | 4   | 1 | 0 | 3 | 001:500 | −4    | 03     |
| 5.  | Chile     | 4   | 1 | 0 | 3 | 004:110 | −7    | 03     |

## Finalrunde
| Pl. | Verein      | Sp. | S | U | N | Tore    | Diff. | Punkte |
| --- | ----------- | --- | - | - | - | ------- | ----- | ------ |
| 1.  | Argentinien | 5   | 4 | 1 | 0 | 010:200 | +8    | 13     |
| 2.  | Kolumbien   | 5   | 2 | 3 | 0 | 007:200 | +5    | 09     |
| 3.  | Uruguay     | 5   | 2 | 2 | 1 | 006:300 | +3    | 08     |
| 4.  | Brasilien   | 5   | 2 | 1 | 2 | 007:500 | +2    | 07     |
| 5.  | Peru        | 5   | 1 | 0 | 4 | 005:140 | −9    | 03     |
| 6.  | Paraguay    | 5   | 0 | 1 | 4 | 001:100 | −9    | 01     |

## Schiedsrichter
- Mauro Vigliano
Assistent: Ezequiel Brailovsky
- Alejandro Mancilla
Assistent: Wilson Arellano
- Ricardo Marques
Assistent: Kléber Gil
- Julio Bascuñán
Assistent: Marcelo Barraza
- Adrián Vélez
Assistent: Wilmar Navarro
- Roddy Zambrano
Assistent: Luis Vera
- Enrique Cáceres
Assistent: Milciades Saldívar
- Diego Haro
Assistent: Braulio Cornejo
- Andrés Cunha
Assistent: Nicolás Tarán
- José Argote
Assistent: Jairo Romero